# 西漢時期西域諸國列表
西域原有三十六國，後分為五、六十國，其中有某些國家不在今日中國之領土內。

## 於現今中國境內
- 鄯善〈即樓蘭〉，今新疆若羌縣
- 婼羌，今新疆若羌縣
- 且末，今新疆且末縣
- 小宛，今新疆且末縣南
- 精絕，今新疆民豐縣北
- 戎盧，今新疆民豐縣南
- 扞罙，今新疆于田縣
- 渠勒，今新疆于田縣南八十公里
- 皮山，今新疆皮山縣
- 烏秅，今新疆塔什庫爾干縣西南
- 依耐，今新疆塔什庫爾干縣
- 西夜，今新疆葉城縣南
- 子合，今新疆葉城縣西南
- 蒲犁，今新疆莎車縣西南
- 莎車，今新疆莎車縣
- 于闐，今新疆和田市
- 捐篤，今新疆烏恰縣
- 疏勒，今新疆喀什市
- 姑墨，今新疆阿克蘇市
- 溫宿，今新疆烏什縣
- 龜茲，今新疆庫車縣
- 渠犁，今新疆庫爾勒市西南
- 烏壘，今新疆輪台縣東北
- 尉犁，今新疆博湖縣
- 危須，今新疆和碩縣
- 焉耆，今新疆焉耆回族自治县
- 乌贪訾离，今新疆呼圖壁縣
- 卑陆，今新疆阜康市
- 卑陸後國，今新疆阜康市西
- 劫国，今新疆阜康市西
- 郁立师，今新疆吉木薩爾縣西
- 单桓，今新疆昌吉市
- 蒲类，今新疆巴里坤縣
- 蒲類後國，今新疆巴里坤縣西一百三十公里
- 東且彌國，今新疆昌吉市西南
- 西且彌國，今新疆呼圖壁縣西南
- 山国，今新疆托克遜縣南
- 狐胡，今新疆吐魯番市西北
- 尉头，今新疆阿合奇县
- 車師前國，今新疆吐魯番市
- 車師後國，今新疆吉木薩爾縣南

## 於現今中國境外
- 无雷，今帕米尔高原
- 难兜，今喀什米爾北部
- 罽賓，今巴基斯坦內
- 烏弋山離，今阿富汗興都庫什山脈西南
- 安息，今伊朗
- 康居，今巴爾喀什湖西南
- 大夏，今阿富汗東北部
- 奄蔡，今裏海北岸與鹹海北岸
- 月氏，今阿富汗北部
- 大宛
- 桃槐
- 休循，今吉爾吉斯薩雷塔什城
- 烏孫，今伊塞克湖東南